# Cine en las fronteras
Cine en las fronteras es un proyecto apoyado por el Ministerio de Cultura de España y por la Agencia de Cooperación Internacional y Desarrollo (AECID) donde las asociaciones Nómadas y Cinestesias han llevado principalmente la iniciativa.
El principal objetivo de este proyecto es utilizar el cine como herramienta de integración social e intercambio cultural que incentive la conciencia crítica y la valoración de la inmensa riqueza cultural y social de Latinoamérica a través de una gira de cine itinerante por poblaciones indígenas de la Comunidad Andina que sufren exclusión cultural.

El equipo de Nómadas, Cinestesias y Medios en Común recorre comunidades de difícil acceso a las que el cine no puede llegar. El sistema utilizado para llevar a cabo la gira es muy sencillo. La iniciativa se apoya básicamente con un equipo de proyección móvil (proyector, pantalla gigante inflable, sonido y generador eléctrico). A través de la proyección gratuita de películas (documentales y de ficción), “Cine en las fronteras” pretende distribuir y difundir cine hecho en Iberoamérica que aporte a la construcción de una conciencia crítica y a la valorización de la inmensa riqueza cultural y social de Latinoamérica.

También esta iniciativa apuesta por la expresión creativa de los jóvenes a través de la realización de un taller de cine documental en la frontera que reúne a jóvenes de Perú, Ecuador y Colombia, y de la creación de una videoteca trinacional. 

## Actividades

### Funciones
Se realizan al aire libre o en locales comunitarios, dependiendo de las condiciones climáticas de cada lugar. Hay tres pases:
- Función infantil
- La película de la comunidad. Proyección de las imágenes previamente grabadas por el equipo en el lugar.
- Función para Adultos y/o Familias.

### Debates
Al finalizar la proyección se conversa con el público asistente sobre los temas planteados en las películas para crear un espacio de reflexión. En algunas funciones, se invita a realizadores, actores o guionistas que comparten con la población su experiencia.

### Filmación de imágenes de la comunidad
Al llegar a cada lugar, se filma a la comunidad en su entorno natural y se realizan entrevistas a los vecinos para que expresen en un nuevo medio sus ideas, costumbres y tradiciones. Estas imágenes se proyectan en pantalla grande a toda la comunidad.

### Taller de Realización Documental
16 jóvenes provenientes de comunidades fronterizas de Perú, Ecuador y Colombia conviven durante dos semanas en el municipio fronterizo de Galilea (Perú) para aprender las herramientas básicas para construir un documental a partir del uso del lenguaje audiovisual. Las 4 obras documentales resultantes de los talleristas serán presentadas por los autores en sus comunidades y en el resto de funciones de la gira.

### Creación de una Videoteca Trinacional
En la misma comunidad de Galilea, se habilita un espacio permanente para la cultura cinematográfica de los países andinos, en el que se podrán visionar las películas de la gira y los documentales de los talleristas, además de disponer del material necesario para que los jóvenes de la zona puedan seguir realizando vídeos bajo la supervisión de monitores capacitados por el equipo.

## Integrantes

### Nómadas
Nómadas es una asociación sin fines de lucro que tiene como objetivo fortalecer la integración cultural entre los diferentes pueblos de Latinoamérica a través de la proyección de películas documentales y de ficción en lugares donde el cine no puede llegar, ya sea por la carencia de salas de exhibición o simplemente por no contar con energía eléctrica.

El proyecto está impulsado por un grupo de cineastas, documentalistas y comunicadores sociales de Perú y España interesados en la difusión del cine hecho en Latinoamérica y en la utilización del arte como medio de educación, intercambio cultural y sensibilización entre los pueblos del continente. 

Desde 2007, Nómadas ha llevado a cabo más de 10 giras de cine itinerante, llegando a más de 300 pueblos y comunidades campesinas e indígenas de Perú, Ecuador y Bolivia, convirtiéndose en el referente más sólido de cine social itinerante en Latinoamérica.

### Cinestesias
Cinestesias es una asociación cultural dedicada al desarrollo de nuevas redes de producción, distribución y difusión del cine y el vídeo realizado por jóvenes profesionales y estudiantes.  Actualmente Cinestesias trabaja a nivel local en Madrid y a nivel internacional a  través de la red europea de cine joven Nisi Masa, compuesta por asociaciones de 23 países,  con la que desarrollan proyectos audiovisuales a lo largo de toda Europa, además de colaborar en el proyecto de “Cine en la frontera”.

Desde hace 4 años, Cinestesias ha realizado varias obras audiovisuales que retratan conflictos sociales y ha capacitado a determinados colectivos con dificultades de acceso en la creación audiovisual.

### Medios en Común
Medios en Común es una fundación colombiana que nace de la necesidad actual, real y urgente de acompañar el proceso de crecimiento y consolidación de los medios de comunicación comunitaria como una alternativa decisiva en la estructuración de identidad y Nación. Desde hace varios años, desarrolla proyectos de educación audiovisual y trabaja en la mejora de las redes de televisión comunitaria en Colombia.

## Beneficios de Patrocinadores
En su III Edición, “Cine en la Frontera” se consolida con una red de comunicación y difusión más amplia, que garantiza al patrocinador su presencia en internet, televisión y prensa.

El logo de la marca patrocinadora estará presente en proyecciones y presentaciones, así como en los videos que se realicen, creándose un fuerte vínculo entre los patrocinadores y el proyecto “Cine en la Frontera”, que aúna cine y desarrollo, con eco en España y Latinoamérica.

- En Medios de Comunicación nacionales e internacionales

Se realizarán ruedas de prensa en Lima, Quito y Madrid para presentar la gira y el documental realizado. Además, la red europea Nisi Masa le ofrecerá un amplio espacio en su publicación mensual Nisimazine. 

- En Universidades y otras instituciones

En Madrid, Cinestesias presentará el documental en la Facultad de Ciencias de la Información de la Universidad Complutense y en otras sedes interesadas, como Casa de América. En Quito, el Festival de Cine Espejo 2010 reservará un espacio privilegiado al proyecto. 

- En televisiones

El documental de la gira se ofrecerá a Canal Cultura de TVE, con el que ya se ha colaborado anteriormente.

## Ediciones anteriores
Cine en la Frontera ha aparecido en más de 20 medios de comunicación, entre los que destacan: Agencia EFE, AFP, Diario Metro, Diario El Comercio, Diario La República, Canal 6 y RPP. Además, ha recibido el apoyo de patrocinadores como Consejo Nacional de Cinematografía del Ecuador, Proyecto Socican, Comisión Europea, Comunidad Andina, Unesco, CONACINE (Consejo Nacional de Cinematografía), Endesa y Unicef.